# Brott på Broadway
Brott på Broadway är en amerikansk film från 1948 i regi av Jack Gage. New York Times skrev att filmen hade en budget på 1 400 000 dollar. En stor del av kostnaderna gick till att bygga upp den teater filmen utspelas på i filmstudio.

## Handling
Valerie Stanton är skådespelare på Broadway. Efter ett gräl med Gordon Dunning, sin producent och älskare över en kommande roll så dör han av misstag. Hon bestämmer sig för att försöka dölja handlingen.

## Rollista
- Rosalind Russell - Valerie Stanton
- Leo Genn - Michael Morrell
- Claire Trevor - Marian Webster
- Sydney Greenstreet - kapten Danbury
- Leon Ames - Gordon Dunning
- Frank McHugh - Ernie Boyle
- Walter Kingsford - Peter Gunther
- Dan Tobin - Jeff Trent
- Lex Barker - Paul
- Nydia Westman - Susan Crane
- Theresa Harris - Nancy
- Russell Hicks - domare Brack
- Irving Bacon - Albert
- Esther Howard - Pansy Dupont
- Harry Hayden - Mr. Couch
- Bill Erwin - Howard Foreman
- Martha Hyer - Helen Adams
- James Flavin - Sgt. Oliphant